# Obrąb (obwód brzeski)
Obrąb (biał. Абруб; ros. Обруб) – wieś na Białorusi, w obwodzie brzeskim, w rejonie prużańskim, w sielsowiecie Wielkie Sioło.
W dwudziestoleciu międzywojennym leżał w Polsce, w województwie poleskim, w powiecie prużańskim. 